# 西园戒幢律寺
31°19′00″N 120°35′01″E / 31.31667°N 120.58361°E
西园戒幢律寺，又称“西园寺”，位于中华人民共和国江苏省苏州市阊门外的留园路，是汉族地区佛教全国重点寺院，江苏省文物保护单位。西园寺曾计划申请4A级景区，2018年选择主动退出，以服务本地香客。目前西园寺对入院香客收取5元人民币费用，并提供三支香。
寺内设有一个素食餐厅，售卖苏式素面、素食浇头和素食面店。此外，寺庙内还放养了许多流浪猫。

## 历史
创建于元至正年间，寺庙初名归元寺。
明嘉靖年间太仆徐泰时置建东园（今留园），并将归元寺改为宅园，易名西园。后其子舍宅为寺。
崇祯八年（1635年），住持茂林和尚为弘扬律宗，改寺名为“戒幢律寺”，寺庙成为当时著名的律宗道场。
清咸丰十年（1860年）寺庙毁于庚申之劫（太平天国战乱）。
光绪初年（1875年），广慧和尚筹资重建，更名“西园戒幢律寺”，俗称“西园寺”。

## 建筑
西园戒幢律寺现存主要建筑按中轴线布局，由南至北有照壁、福德桥和智慧桥、震国戒坛坊、山门、钟楼和鼓楼、天王殿、大雄宝殿、三宝楼，大雄宝殿西侧为五百罗汉堂，五百罗汉堂西侧为园林部分，有放生池和和六角亭等建筑。
- 震国戒坛坊及山门
- 山门内，左为鼓楼，右为钟楼
- 天王殿
- 大雄宝殿
- 放生池和六角亭
- 天王殿内
- 五百罗汉堂内清光绪年重塑涂金罗汉像
- 五百罗汉堂内千手观音像